# Eustrophopsis nigromaculatus
Eustrophopsis nigromaculatus es una especie de coleóptero de la familia Tetratomidae.

## Distribución geográfica
Habita en Guatemala.